# Steigen
Steigen là một đô thị hạt Nordland, Na Uy. Nó là một phần của khu vực truyền thống Salten. Trung tâm hành chính của đô thị này là làng Leinesfjord.
Steigen được thành lập như khu đô thị ngày 1 tháng 1 năm 1838 (xem formannskapsdistrikt). Đô thị mới của Leiranger được tách từ Steigen vào ngày 01 tháng 9 năm 1900. Ngày 1 tháng 1 năm 1964, Leiranger lại một lần nữa kết hợp với Steigen cùng với các đô thị lân cận của Nordfold.